# كولن كيني (سياسي)
كولن كيني (بالإنجليزية: Colin Kenny)‏ هو سياسي كندي، ولد في 10 ديسمبر 1943 في مونتريال في كندا. حزبياً، نشط في الحزب الليبرالي الكندي وكتلة مجلس الشيوخ الليبرالي ‏ (29 يناير 2014 – ). وقد انتخب عضو مجلس الشيوخ الكندي (29 يونيو 1984 – 2 فبراير 2018).